# Chess boxing
El chess boxing, o escacs-boxa, és un esport híbrid que combina els escacs i la boxa. El concepte d'aquest esport va ser pensat el 1992 pel dibuixant de còmics Enki Bilal. Més endavant, seria Iepe Rubingh qui portaria el concepte a la pràctica la primavera del 2003.

## Reglament
Dos atletes competeixen en un quadrilàter, al costat del qual s'hi situa un tauler d'escacs. Els competidors han de respectar en cada disciplina tant les regles oficials dels escacs com les de la boxa. Un encontre consisteix en 11 assalts que alternen la boxa i els escacs, començant per 4 minuts d'escacs en mode blitz (12 minuts en total per jugador) seguits per 3 minuts de boxa. Un encontre d'escacs-boxa es pot guanyar per knockout, per escac i mat o per caiguda de bandera.